# اترا جنوبی
اترا جنوبی (به انگلیسی: Utra Janubi) یک روستا در پاکستان است که در ناحیه خوشاب واقع شده‌است.